# Periploma coquettae
Periploma coquettae is een tweekleppigensoort uit de familie van de Periplomatidae. De wetenschappelijke naam van de soort is voor het eerst geldig gepubliceerd in 1968 door Van Regteren Altena.